# Lepidophorella rubicunda
Lepidophorella rubicunda är en urinsektsart som beskrevs av John Tenison Salmon 1941. Lepidophorella rubicunda ingår i släktet Lepidophorella och familjen långhornshoppstjärtar. Inga underarter finns listade i Catalogue of Life.